# ديلفن جيمس
ديلفن جيمس (بالإنجليزية: Delvin James)‏ هو لاعب كرة قاعدة أمريكي، ولد في 3 يناير 1978 في ناكوغدوشس في الولايات المتحدة.

## وصلات خارجية
- ديلفن جيمس على موقعبيزبول رفرنس.كوم (الدوري الرئيسي) (الإنجليزية)